# Ricki Kgositau
Tshepo Ricki Kgositau-Kanzaa es una activista a favor de los derechos trans de Botswana, que vive en Sudáfrica. En 2017, fue la primera mujer trans en cuya identidad de género preferida se reconoció legalmente en Botswana.

## Biografía
Es directora de la organización de derechos trans Gender Dynamix. 
Kgositau se identificó como mujer desde muy joven.  En 2011, solicitó que la Oficina de Registro Civil y Nacional anotara correctamente su identidad de género como femenina en su Omang (Tarjeta de Identificación Nacional), pero no pudieron realizar el cambio. 
En 2016 se sometió a una cirugía de afirmación de género. Al año siguiente, en 2017, el Tribunal Superior de Botswana ordenó al gobierno que se modificase su género en el registro civil. Ante la demora del trámite, en diciembre de 2019, la Corte Suprema ordenó nuevamente que se reconociese su identidad de género en un plazo no mayor a siete días, convirtiéndola en la primera mujer trans en tener reconocida legalmente su identidad de género en Botswana. Anteriormente, dos meses antes, un hombre trans había sido pionero en el cambio registral.

## Publicaciones
- Liesl Theron y Tshepo Ricki Kgositau, The Emergency of a Grassroots African Trans Archive, Transgender Studies Quarterly 2(4): 578-583, 2015 [5] [6]